# Racotis quadripunctata
Racotis quadripunctata är en fjärilsart som beskrevs av Holloway. Racotis quadripunctata ingår i släktet Racotis och familjen mätare. Inga underarter finns listade.